# لشکر ۳۷ پیاده (ایالات متحده آمریکا)
لشکر ۳۷ پیاده (انگلیسی: 37th Infantry Division) لشکر پیاده‌نظام نیروی زمینی ایالات متحده آمریکا و تحت امر گارد ملی ارتش است، که در سال ۱۹۱۷ تأسیس شد و در سال ۱۹۶۸ منحل گردید.
لشکر ۳۷ پیاده یکی از واحدهای ارتش ایالات متحده در جنگ جهانی اول و جنگ جهانی دوم بود. این لشکر، یک لشکر گارد ملی از اوهایو بود که با نام مستعار "لشکر باک‌آی" شناخته می‌شد. امروزه، یگان‌های آن از طریق تیم رزمی تیپ ۳۷ پیاده، با گردان‌هایی از اوهایو، میشیگان و کارولینای جنوبی، به فعالیت ادامه می‌دهند.